# فاتال (فیلم)
فاتال (به انگلیسی: Fatale) یک فیلم سینمایی مهیج آمریکایی به کارگردانی دیون تیلور، از فیلمنامه‌ای به قلم دیوید لاگری ساخته شده‌است. در این فیلم هیلاری سوانک، مایکل ایلی، مایک کولتر و جفری اونز بازی می‌کنند. موضوع فیلم درباره یک مرد متأهل است که توسط کارآگاه پلیس زن در یک طرح قتل فریب خورده است. نام فیلم ارجاعی است به مفهوم زن شهرآشوب (فِم فاتال).
این در تاریخ ۳۰ اکتبر سال ۲۰۲۰، توسط کمپانی لاینزگیت فیلمز اکران شد.

## داستان
دریک تایلر، بازیکن سابق بسکتبال دانشگاهی، اکنون در لس‌آنجلس همراه با دوست صمیمی‌اش، رِیف گرایمز، بنگاه موفقی در مدیریت ورزشی راه‌اندازی کرده‌اند و نمایندگی ورزشکاران آفریقایی‌تبار را بر عهده دارند. دریک در حالی با همسرش، تریسی، که مشاور املاک است، رابطه‌ای پرتنش دارد، که به خیانت احتمالی او مشکوک است. در همین حال، رِیف به او فشار می‌آورد تا شرکت را به یک مجموعهٔ بزرگ‌تر بفروشد، اما دریک که استقلال خود را ارزشمند می‌داند، مخالفت می‌کند.
در جریان سفر کاری به لاس‌وگاس، رِیف از دریک می‌خواهد برای تخلیهٔ فشارهایش وارد یک رابطهٔ موقتی شود. دریک حلقهٔ ازدواجش را درمی‌آورد و خود را «دارن از سیاتل» معرفی می‌کند. در کافه‌ای، توجه زنی را به خود جلب می‌کند که خودش هم به‌دنبال رابطه‌ای بی‌قید است. پس از معاشقه روی پیست رقص، به اتاق هتل زن می‌روند. صبح روز بعد، زمانی که دریک قصد دارد بی‌سر و صدا خارج شود، می‌فهمد زن تلفن همراهش را در گاوصندوق گذاشته و تنها در ازای برقراری رابطهٔ دوباره حاضر است آن را بازگرداند.
بازگشته به لس‌آنجلس، دریک با احساس گناه، رابطه‌اش با تریسی را ترمیم می‌کند. همان شب، صدایی مشکوک به ورود به خانه می‌شنود؛ هنگام بررسی، توسط سارق نقاب‌داری مورد حمله قرار می‌گیرد اما با سختی او را دفع می‌کند. پلیس می‌رسد و کارآگاهی به نام «ولری کوئین‌لن» مأمور پرونده می‌شود—همان زنی که در لاس‌وگاس با دریک رابطه داشت. ولری از تریسی سؤالاتی بی‌ربط به واقعه می‌پرسد و به دریک اشاره می‌کند که می‌تواند ماجرای رابطه را فاش کند، یا در ازای پول، آن را مخفی نگه دارد.
در اوقات فراغت، ولری شوهر سابقش، «کارتر هی‌وود»، یک سیاستمدار محلی، را تعقیب می‌کند. پس از آنکه ولری در حال مستی اسلحهٔ سازمانی‌اش را بی‌دقت رها کرده بود و دخترشان «هیلی» به‌اشتباه به خود شلیک کرد و فلج شد، کارتر علیه او درخواست منع تعقیب داده است. حضانت کودک نیز از ولری سلب شده و او که به شدت خواهان بازگرداندن دخترش است، امیدوار است رسوایی فساد مالی کارتر به نفعش تمام شود.
در جریان تحقیقات، ولری کشف می‌کند که تریسی با رِیف رابطه دارد. او با دادن دوربین یک‌چشمی به دریک، از او می‌خواهد به ویلای ساحلی محل قرار آن دو نگاه کند تا خود حقیقت را ببیند. همچنین پیشنهاد می‌دهد که تریسی برای قتل دریک، سارق را اجیر کرده باشد. این شوک باعث می‌شود دریک برای مدتی کوتاه دوباره با ولری رابطه برقرار کند، پیش از آنکه به‌طور مستقیم با تریسی و رِیف روبه‌رو شود. در این رویارویی، تریسی با سردی به او طعنه می‌زند و دریک حلقه‌اش را پرت می‌کند.
فردای آن روز، پلیس دریک را بازداشت می‌کند و ولری به او می‌گوید تریسی و رِیف کمی بعد از رفتن دریک به قتل رسیده‌اند. این امر باعث مخدوش‌شدن اعتبار دریک می‌شود و دادستان قصد دارد علیه او اقامهٔ دعوی کند.
دریک که پی می‌برد خود ولری قاتل است، نزد پسرعمویش «تایرین» اعتراف می‌کند. تایرین با یکی از دوستانش وارد آپارتمان ولری می‌شود تا او را به اعتراف وادارد، اما ولری با فریب آن‌ها کنترل اوضاع را به دست می‌گیرد و هر دو را به ضرب گلوله می‌کشد. سپس به دریک پیشنهاد می‌دهد که به‌جای او تایرین را مقصر قتل‌های تریسی و رِیف معرفی کند، به شرطی که دریک «کارتر» را که می‌گوید قادر است سیستم قضایی را به نفع خود بچرخاند و اجازهٔ دیدار با هیلی را ندهد، به قتل برساند.
دریک هنگام دویدن به کارتر نزدیک می‌شود تا به او هشدار دهد، اما درگیری میان‌شان منجر به کشته‌شدن اتفاقی کارتر می‌شود. سپس به خانهٔ ولری می‌رود. او اعتراف می‌کند که تریسی، رِیف، تایرین و دوستش را خودش کشته‌است. ولری می‌گوید هرکس مانع رسیدن او به هیلی شود، می‌کشد—از جمله دریک. هر دو به‌سوی هم شلیک می‌کنند. دریک زخمی فرار می‌کند اما ولری ناگهان حمله کرده و او را چندین‌بار با چاقو می‌زند. دریک دوباره به او شلیک می‌کند و این بار مرگبار. هنگام مرگ، ولری اعتراف می‌کند، و دریک به او نشان می‌دهد که همهٔ صحبت‌هایش را ضبط کرده و برای تحویل به پلیس، از آپارتمان خارج می‌شود.

## بازیگران
- هیلاری سوانک در نقش کارآگاه والری کوئینلان
- مایکل ایلی در نقش دریک تایلر
- مایک کولتر در نقش Rafe Grimes
- جفری اونز در نقش بیل کرانپول
- داماریس لوئیس در نقش تراسی تایلر
- دنی پینو در نقش کارتر هیوود
- دیوید هافلین به عنوان افسر لوو
- سم دالی به عنوان افسر استالمن
- تایرین ترنر در نقش تایرین آبناتی
- کالی هاوک در نقش میکائلا
- ایان استنلی به عنوان اولین افسر[۱][۲][۳]

## فیلمبرداری
فیلمبرداری اصلی در سپتامبر ۲۰۱۸ در لس آنجلس آغاز شد.

## انتشار فیلم
در اوت ۲۰۱۹ کمپانی، لاینزگیت فیلمز حق توزیع فیلم را به دست آورد. قرار است در تاریخ ۳۰ اکتبر سال ۲۰۲۰ اکران شود. پیش از این قرار بود در ۱۹ ژوئن سال ۲۰۲۰ اکران شود، اما به دلیل ویروس دنیاگیری کووید-۱۹ به تعویق افتاد.